# 志蓮夜書院
志蓮夜書院是志蓮淨苑在1998年成立的。書院開辦四年制佛學﹑哲學文憑課程。院址位於九龍鑽石山志蓮道五號志蓮中心四樓。

## 辦學宗旨
志蓮夜書院称其辦學宗旨为；
- 發揚佛學培育弘法人才
- 匯通中西哲學文化精要
- 開廓學子廣博思考胸襟
- 激發自我追求真實人生

## 外部連結
- （页面存档备份，存于）（官方網站）

1. 1 2  .   [2021-08-24]. （原始内容存档于2021-06-28）.